# Angolares
Cet article concerne le peuple angolare. Pour la langue angolar, voir angolar.

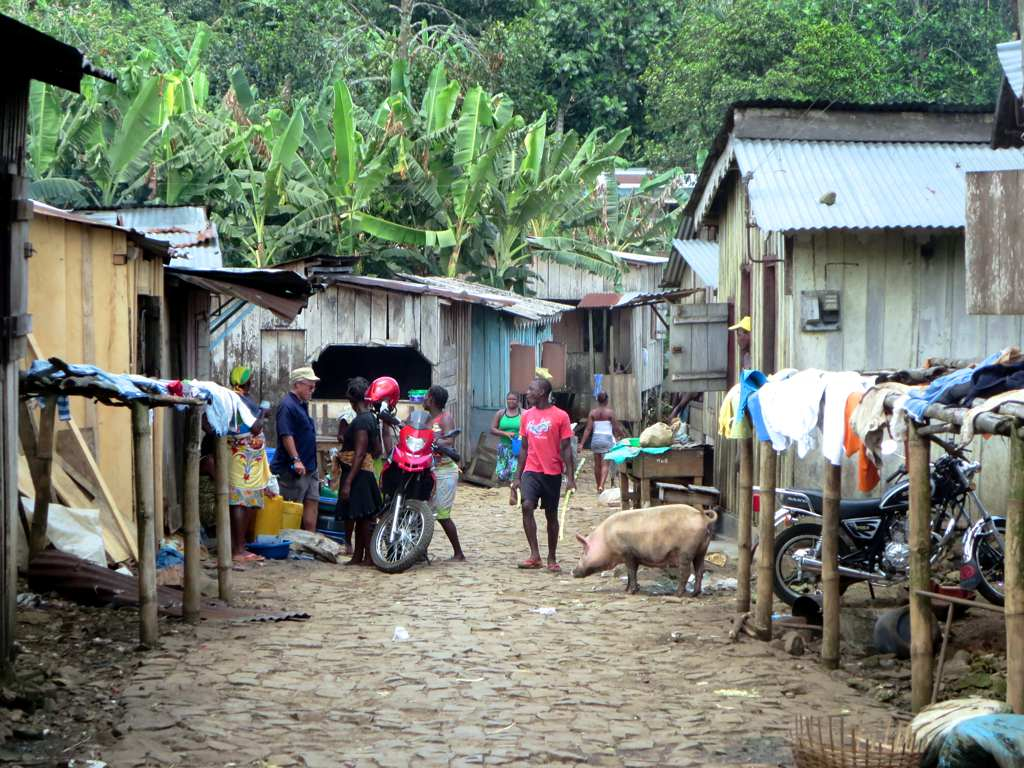
Rue à São João dos Angolares.

Les Angolares constituent une population de Sao Tomé-et-Principe. En nombre, c'est le second groupe du pays, après les métis et avant les Forros. Le recensement de 1950 dénombrait 4 490 Angolares, ils seraient aujourd'hui environ 10 000. Ce sont les seuls Africains de pure souche dans l'archipel. Généralement pêcheurs, ils sont établis le long du littoral, au nord-est et surtout au sud de l'île de São Tomé, entre São João dos Angolares et Porto Alegre. Ils ont longtemps vécu séparés des autres populations et leur identité culturelle (angolaridade) est forte, marquée par l'histoire – voire la légende – qui leur confère une image de valeureux, voire de redoutables résistants. 

## Ethnonyme
Les premières informations publiées et la première occurrence du terme « Angolares » sont dues à Cunha Matos (1776-1839), officier à Sao Tomé entre 1797 et 1814, puis gouverneur de 1816 à 1817.

## Histoire
Trois grandes hypothèses s'affrontent pour expliquer l'origine des Angolares.

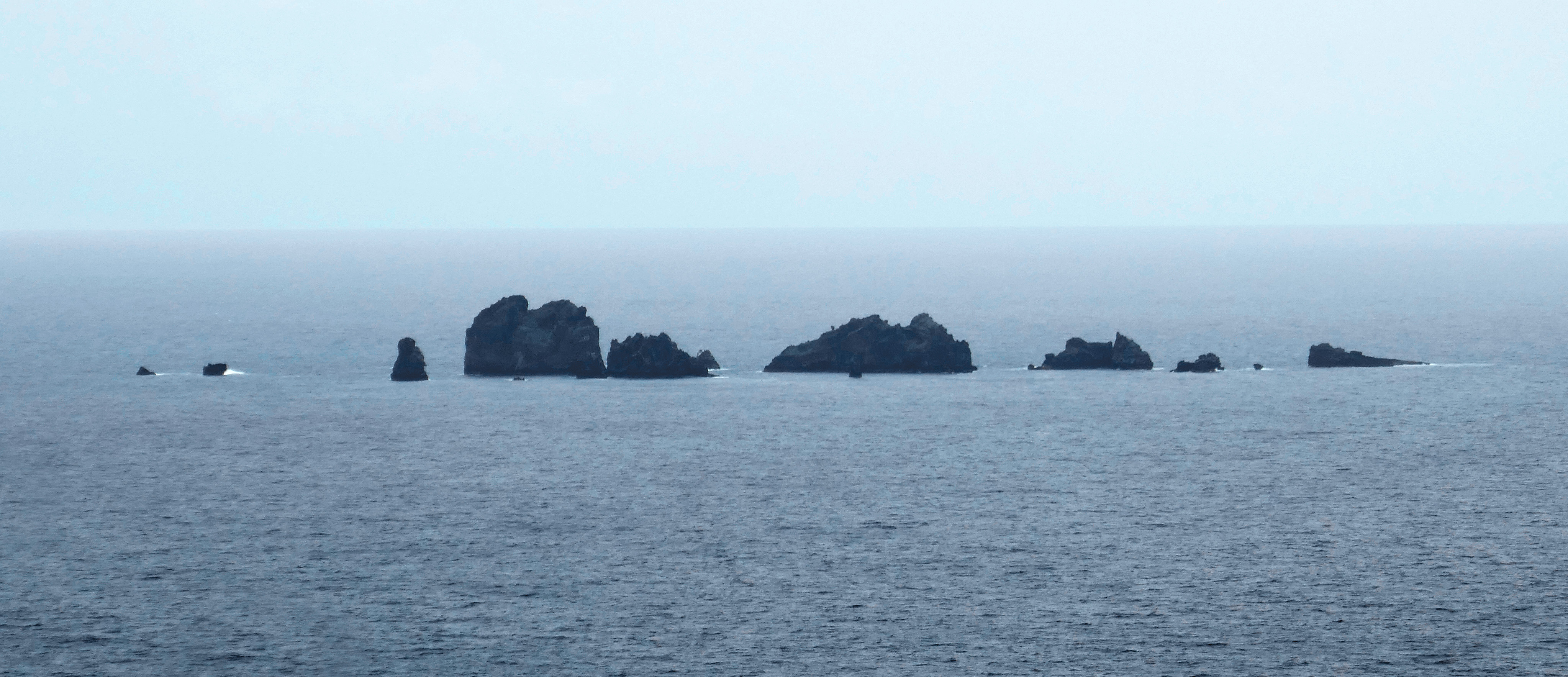
Sete Pedras, les écueils où se serait produit le naufrage fondateur.

- Selon une version diffusée par les autorités coloniales jusqu'à l'indépendance, les premiers arrivants seraient les survivants d'un naufrage survenu entre 1540 et 1550 près des îlots rocheux de Sete Pedras, au sud-est de l'île, celui d'un vaisseau transportant quelque huit cents esclaves à destination du Brésil[6]. Établis dans une région montagneuse, les rescapés n'auraient pas fait parler d'eux jusqu'en 1574. Ils mènent alors une longue série d'actions violentes contre les intérêts des colons, notamment sous l'influence d'un chef charismatique, Amador, qui s'autoproclame « roi de São Tomé ». Les Angolares se rendent effectivement maîtres de l'île entre 1595 et 1596, mais les Portugais parviennent à capturer Amador. Ses partisans prennent le maquis jusqu'au XIXe siècle.
- Une autre hypothèse envisage un peuplement de l'île avant l'arrivée des Portugais[7]. Aux yeux des intellectuels et nationalistes santoméens, elle a le mérite d’affirmer une histoire de l’archipel indépendante de celle de la colonisation, mais ne semble pas, à ce jour, avoir été confirmée par des faits historiques[8].
- La troisième hypothèse présente les Angolares comme des descendants d’esclaves marrons enfuis des plantations au cours des nombreuses révoltes qui ont éclaté au milieu du XVIe siècle[9].

## Langue et culture
Ils parlent l'angolar (ou crioulo angolar, crioulo n'golá), un créole à base lexicale portugaise.
La culture des Angolares est riche en contes et chants traditionnels que l'on dit influencés par la tradition bantoue.

## Économie
La pêche joue un rôle central. Les Angolares se servent de dongos, des pirogues monoxyles creusées dans le tronc de fromagers (Ceiba pentandra) ou de mûriers, traditionnellement à rames avec de petites voiles carrées.

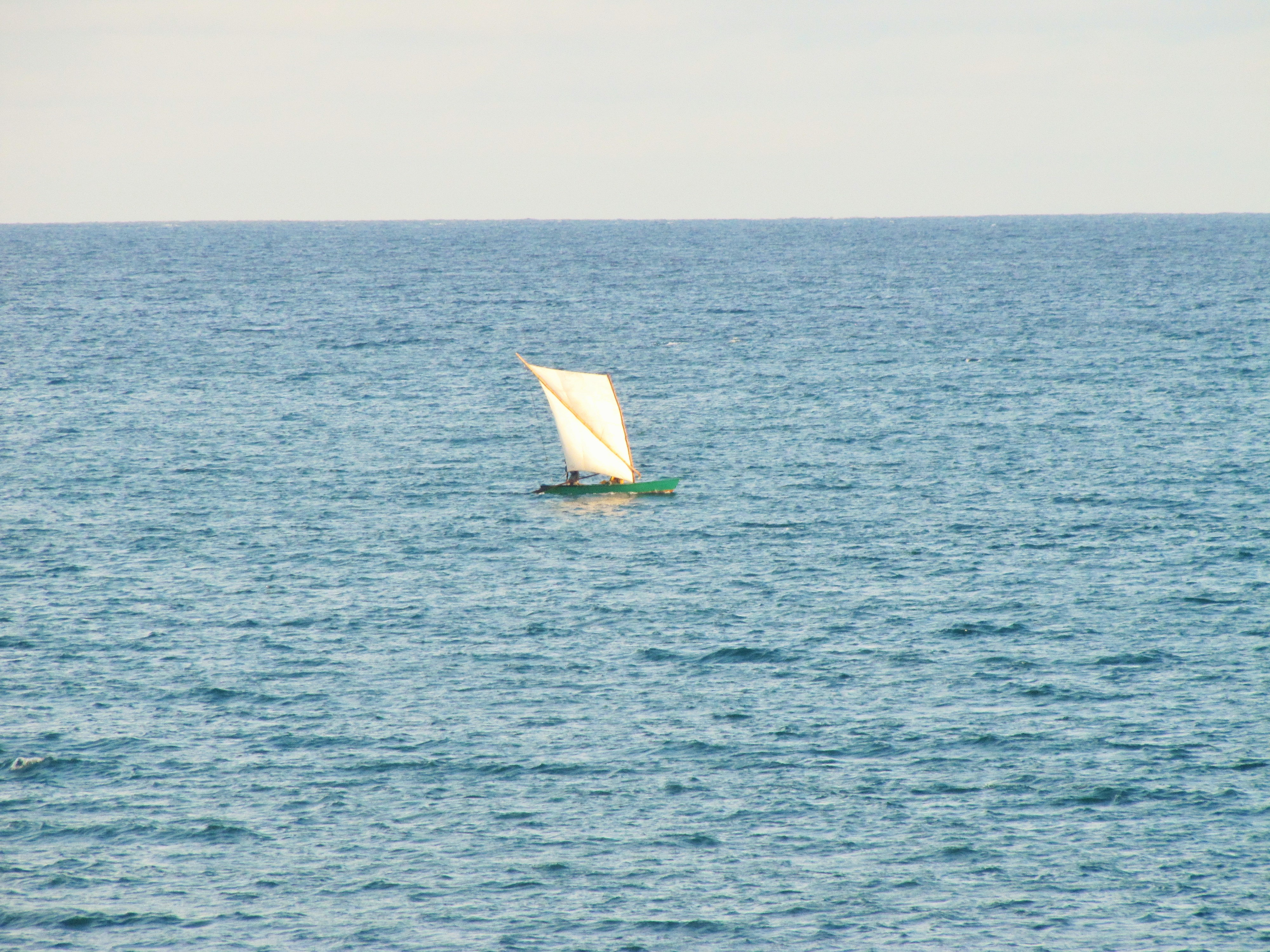
Petite embarcation à voile carrée.
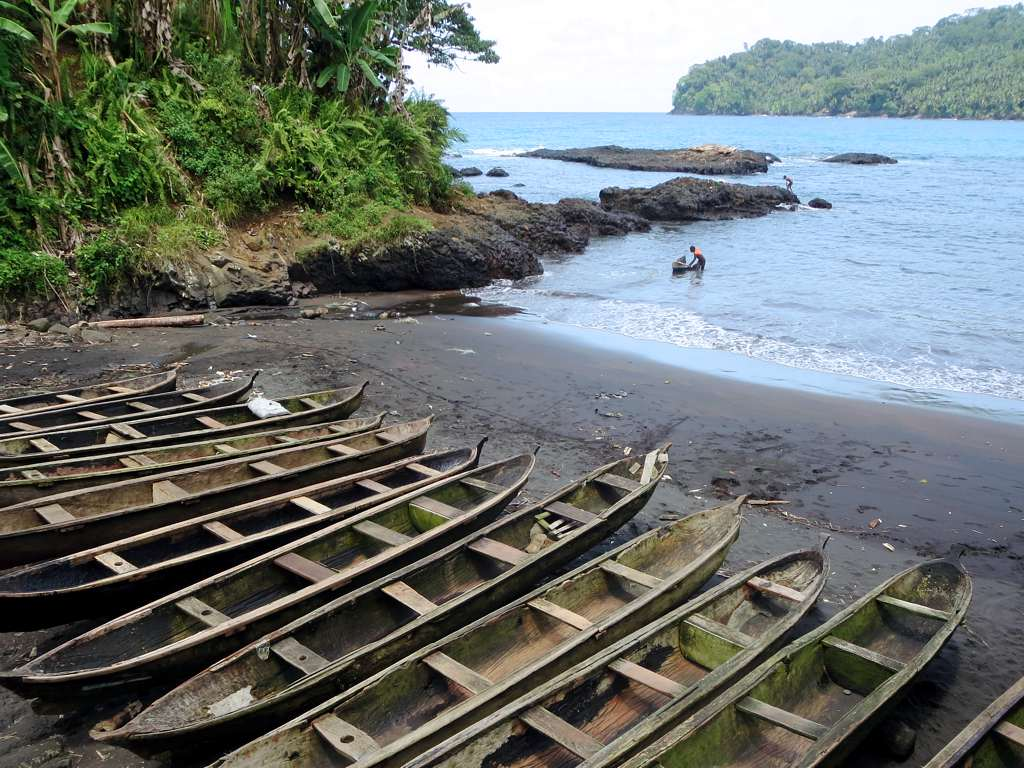
Monoxyles, avec des trous pour les voiles.
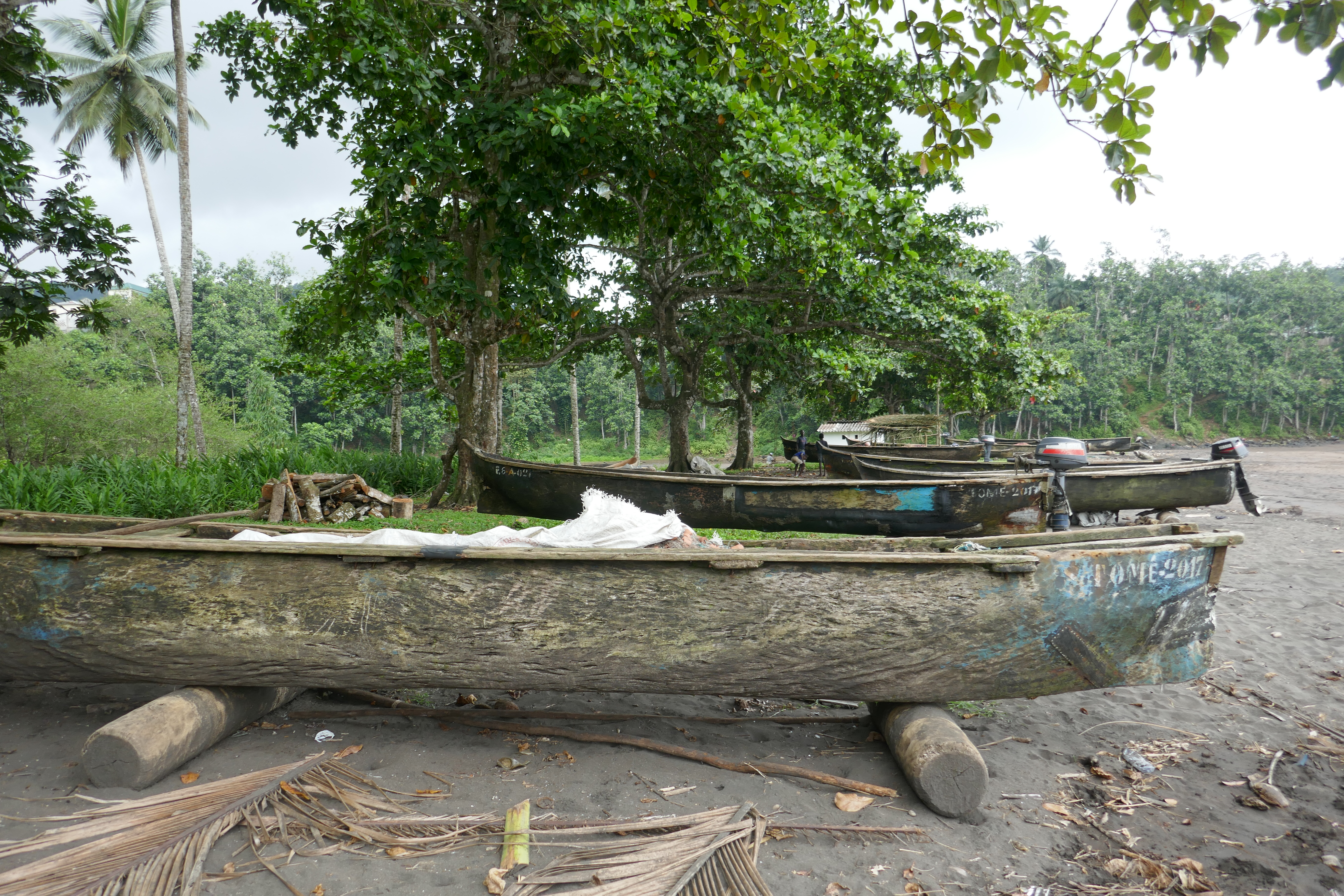
Parfois dotés d'un moteur.
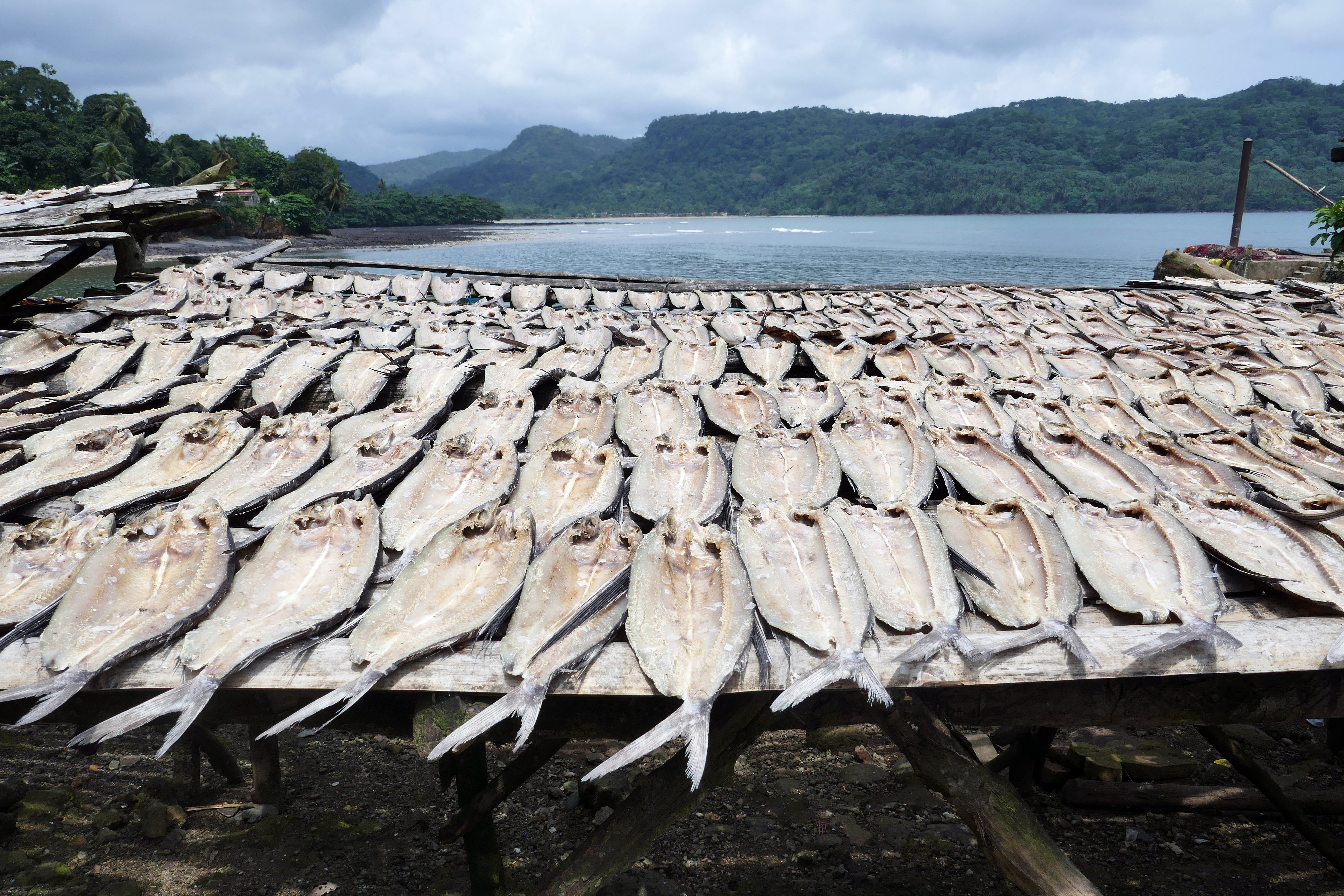
Séchage des poissons volants.

Ce sont les femmes qui se chargent de la transformation et de la commercialisation des produits de la pêche. Elles élèvent également des chèvres et vendent du tissu ou d'autres articles.

Maisons sur pilotis.
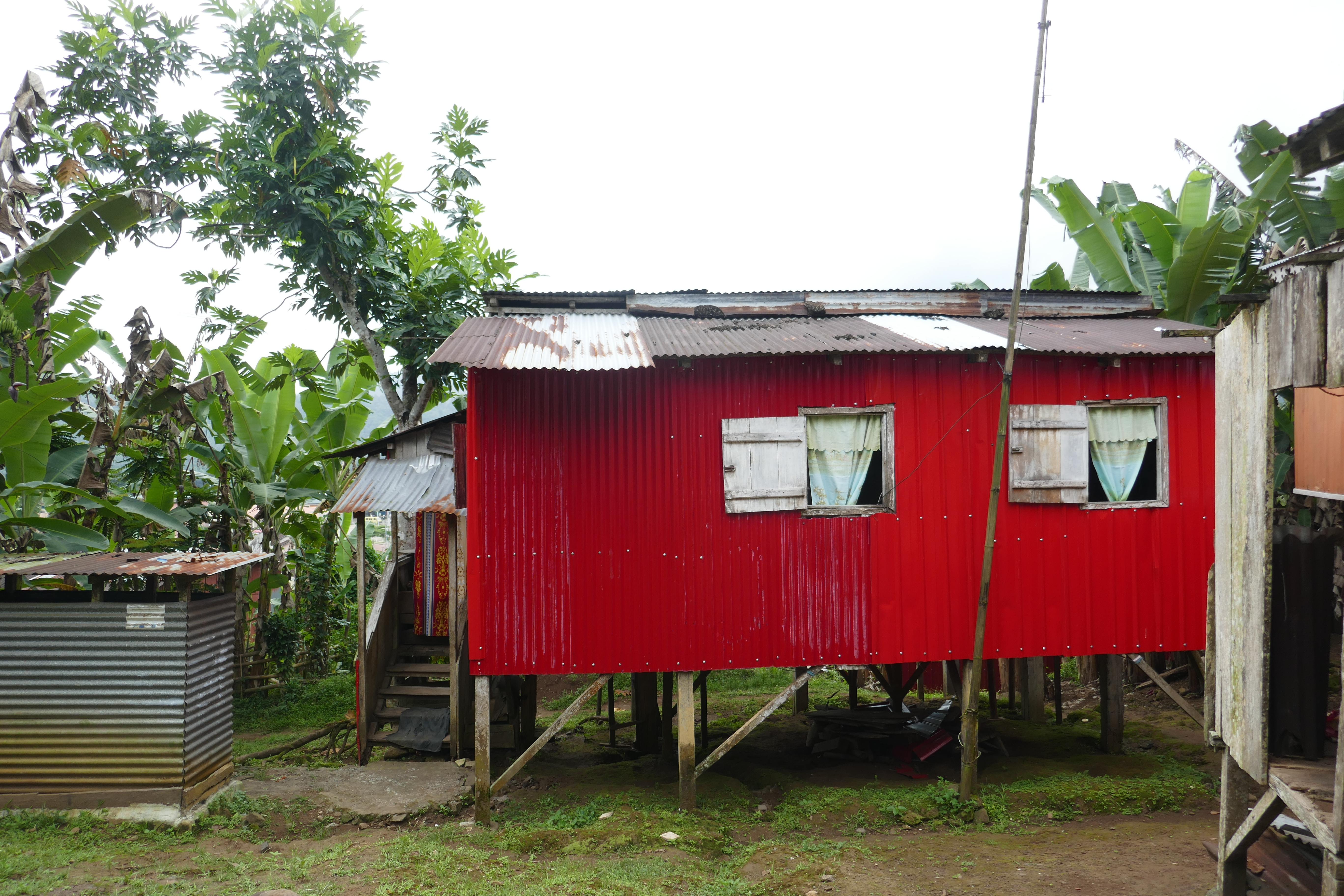
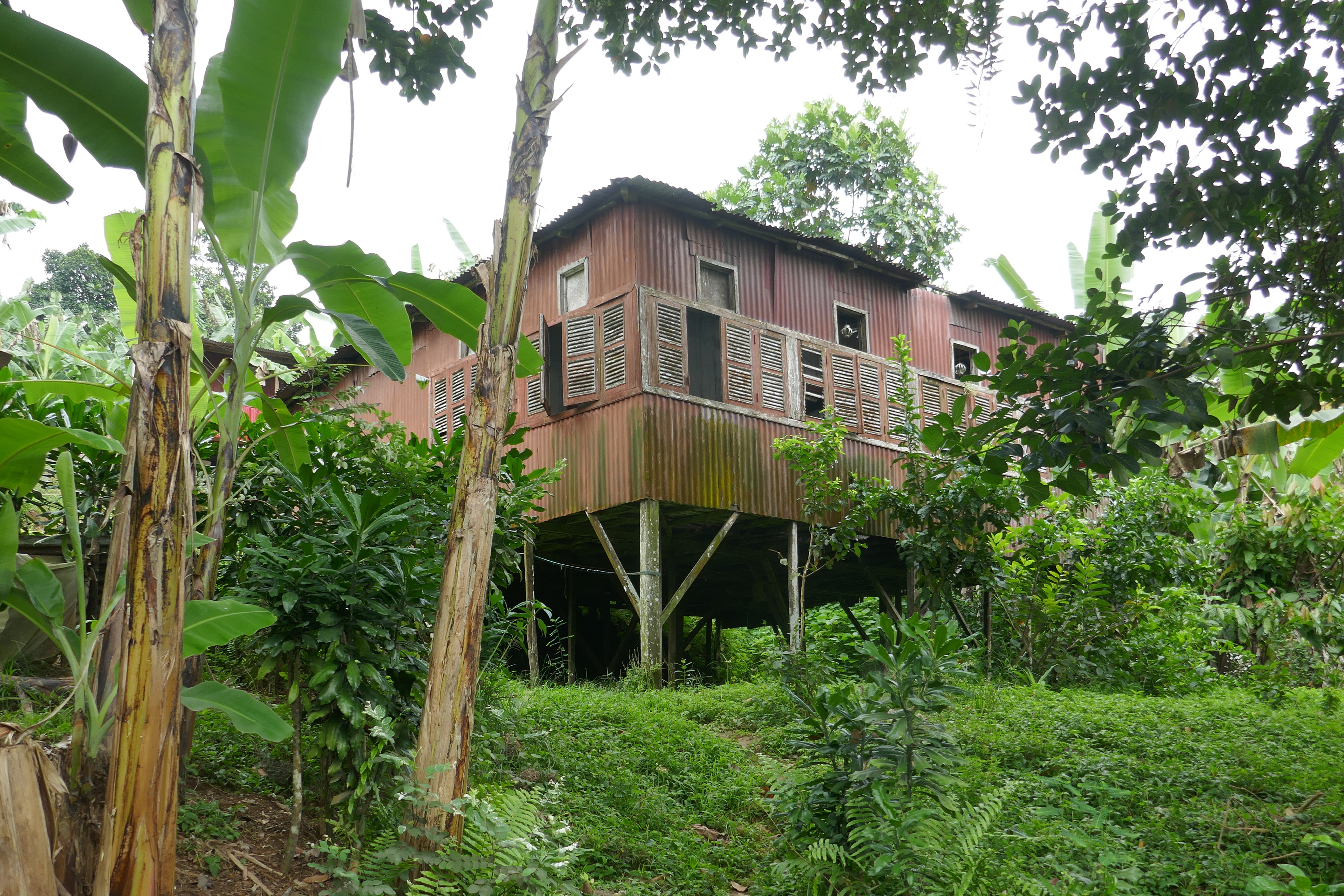
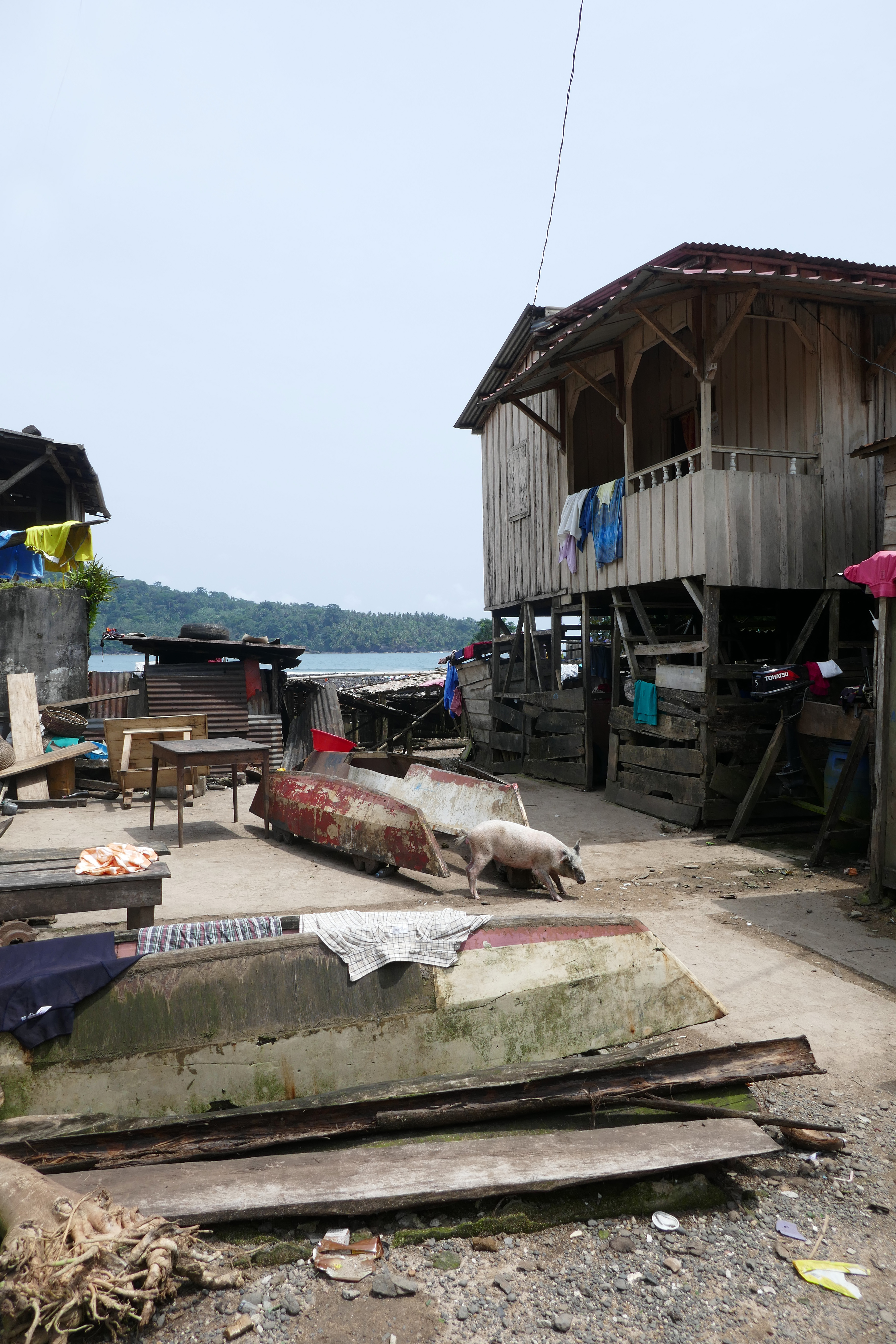
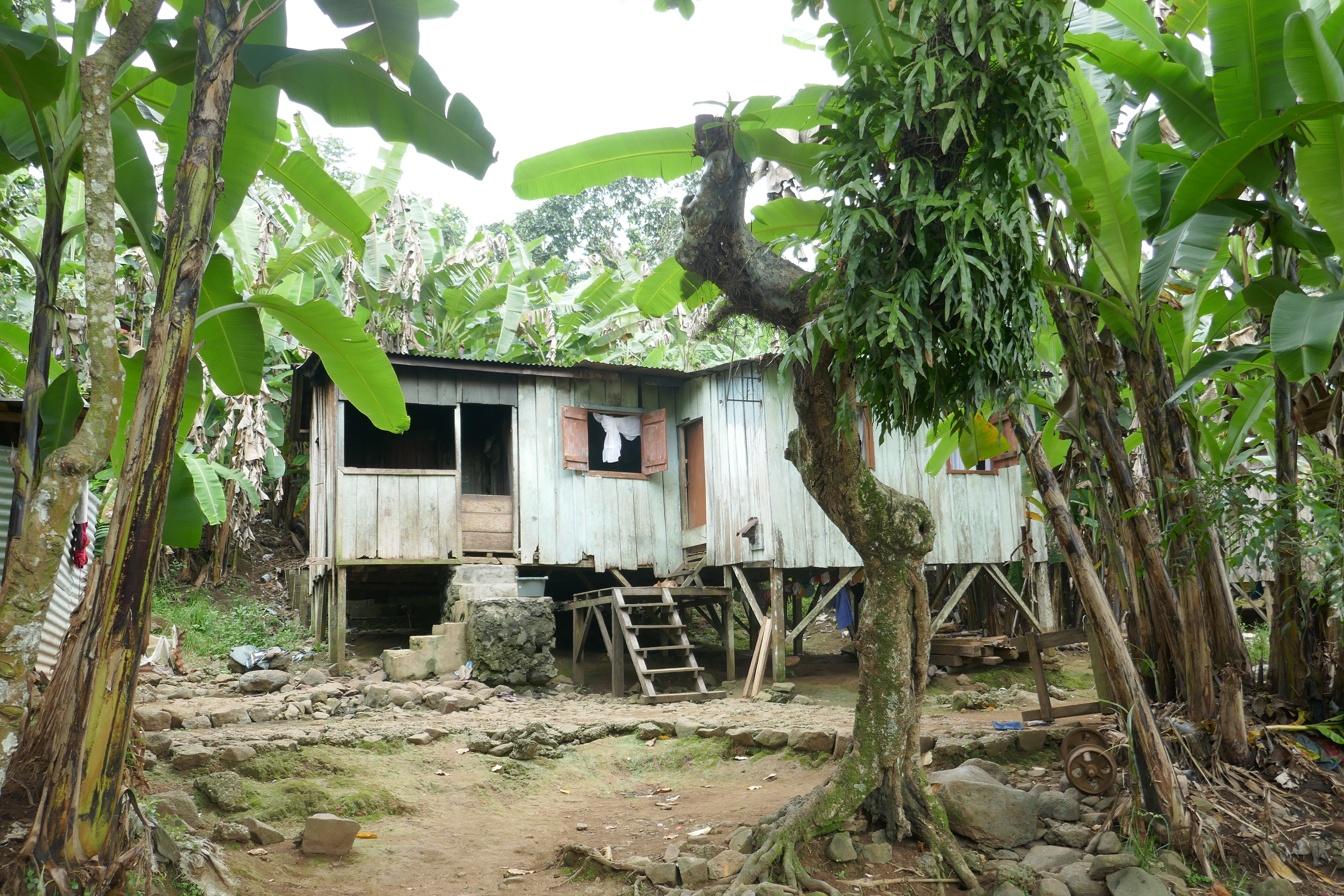
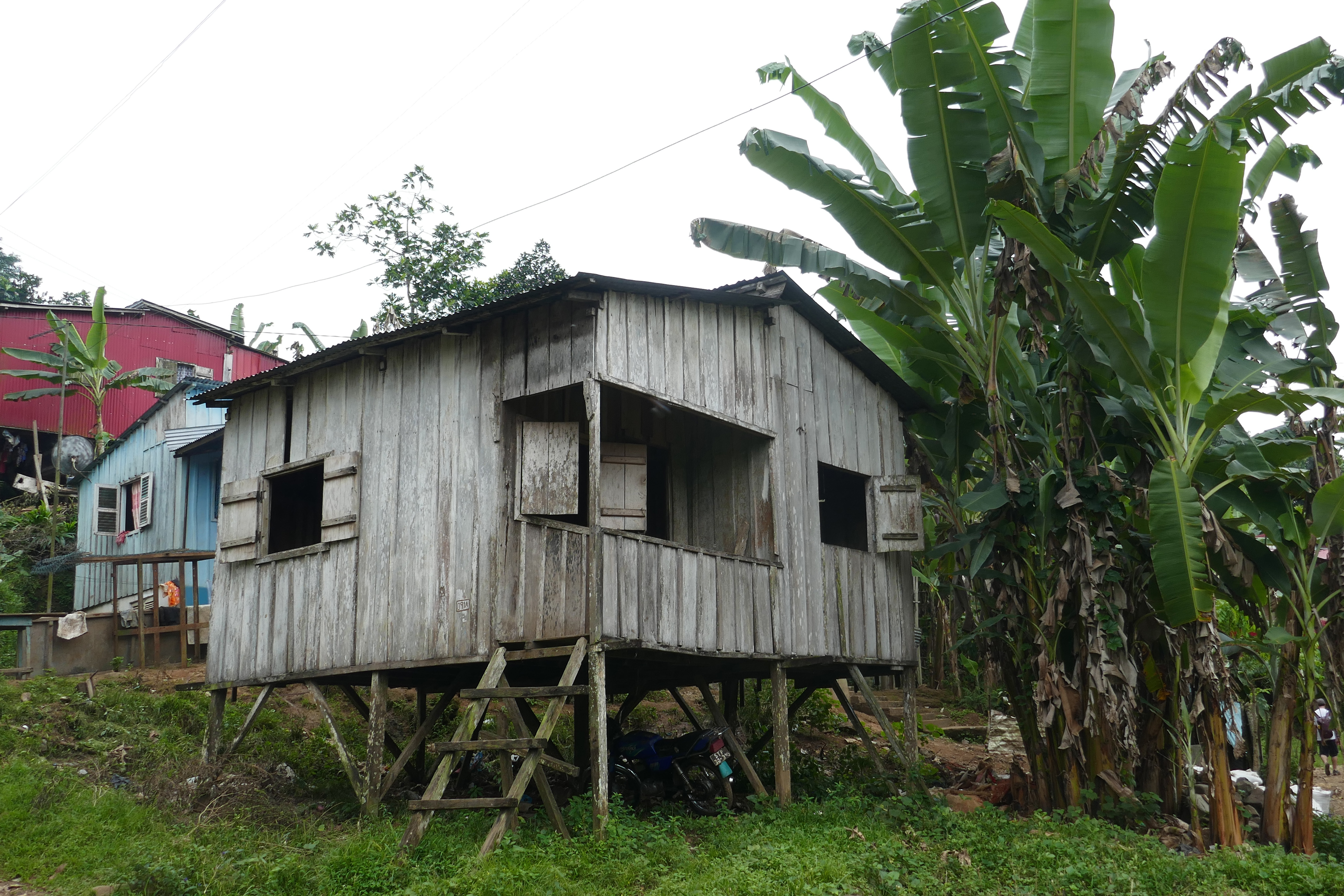

### Filmographie
- (pt) Miongo Ki Ôbo: Mar e Selva, film documentaire d'Ângelo Torres, Portugal et Sao Tomé-et-Principe, 2005, 52 min (version originale sous-titrée en anglais)
- (en) The Angolares people of Sao Tome and Principe, AFP News Agency, vidéo mise en ligne le 12 septembre 2011, 2 min 18 s